# Поточино (посёлок станции)
Поточино́ — посёлок станции в Орехово-Зуевском муниципальном районе Московской области. Входит в состав сельского поселения Малодубенское. Население — 0 чел. (2010).

## География
Поточино (посёлок станции) расположен в северной части Орехово-Зуевского района, примерно в 3 км к северу от города Орехово-Зуево. Высота над уровнем моря 122 м. Ближайший населённый пункт — город Орехово-Зуево.

## История
В 1932 году открыта станция, названая по деревне Поточино. Впоследствии при станции вырос посёлок, получив то же название.
До муниципальной реформы 2006 года посёлок входил в состав Малодубенского сельского округа Орехово-Зуевского района.

## Население
По переписи 2002 года — 6 человек (2 мужчины, 4 женщины).
| 2002 | 2006 | 2010 |
| ---- | ---- | ---- |
| 6    | ↘3   | ↘0   |